# 진주 허선구 고가
진주 허선구 고가(晋州 許善九 古家)는 대한민국 경상남도 진주시 지수면에 있는 건축물이다. 2016년 1월 7일 경상남도의 문화재자료 제613호로 지정되었다.

## 개요
허생원댁(이 집을 지은 허선구의 부친인 허만식이 1891년 초시에 급제함.)으로 불리던 이 집은 1910년대 남부지방 부농가옥의 모습을 보여주고 있다고 함.
이 집이 있는 승산마을은 분지모양의 조그만 동네로 주로 아래(北)쪽은 김해 허씨가 윗(南)쪽은 능성 구씨가 자리잡고 살아왔는 데 이 집은 그 중간 쯤에 위치해 있다.
남측 담장 너머에는 처객(妻客)인 구인회 생가가, 북측 담장 너머로는 一新高女(진주여고 전신)설립을 주도하고 안희제의 백산상회 설립으로 독립자금을 대었으며 구인회의 창업초기 사업자금을 대면서 허씨 구씨 동업의 시초를 마련한 허만정의 집이 있다.
현재의 집을 지은 허선구(1895~1936)는 옆집 구교리댁 손자인 구인회의 손위 처남이다. 그는 구인회의 지수보통학교 편입,중앙고보 수학을 권유, 주선하는 등 소년 구인회의 성장, 입지에 영향을 끼쳤다. 또한 재종숙인 허만정과 함께 일신고녀 설립에 참여(一新六十年史, 1985,진주여고동창회)했으며, 시대일보, 중외일보의 경영에 참여했다고 함(한번 믿으면 모두 맡겨라_LG창업회장 연암 구인회 전기).

## 참고 자료
- 진주 허선구 고가 - 국가유산청 국가유산포털